# وانگ جینگ
وانگ جینگ (چینی: 王晶؛ ۳ مه ۱۹۵۵) کارگردان فیلم، فیلم‌نامه‌نویس، تهیه‌کننده فیلم، بازیگر و مجری اهل هنگ کنگ است.
او در یک‌ربع قرن گذشته، نقش مهمی در سینمای هنگ کنگ ایفا نموده است.